# Глюкагон

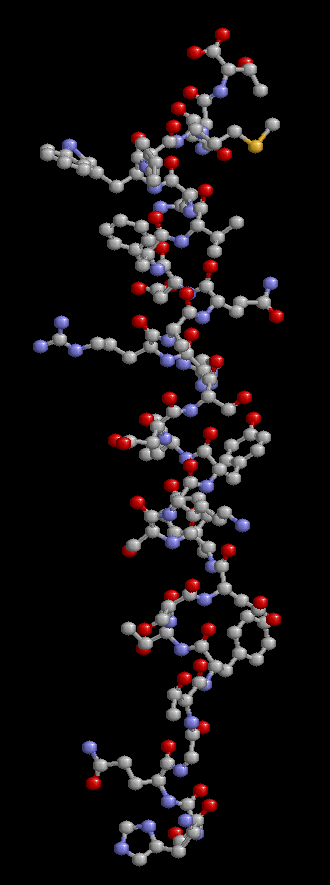
Модель молекули глюкагону

Глюкаго́н — гормон альфа-клітин острівців Лангерганса підшлункової залози. За хімічною будовою глюкагон є пептидним гормоном. Також він є одним із антагоністів інсуліну, сприяє утворенню глюкози в печінці.
Нормальна секреція гормону забезпечує надійний контроль за підтриманням сталості рівня глюкози крові. Нестача інсуліну при цукровому діабеті супроводжується надлишком глюкагону, який, власне, і є причиною гіперглікемії. Значне збільшення концентрації глюкагону в крові є ознакою глюкагономи — пухлини α-клітин. Майже у всіх випадках порушується толерантність до глюкози і розвивається цукровий діабет. Діагностика захворювання заснована на виявленні в плазмі крові дуже високої концентрації глюкагону. У новонароджених, якщо мати хвора на діабет, порушена секреція глюкагону, що може відігравати важливу роль у розвитку неонатальної гіпоглікемії.
Гіпоглікемічна стимуляція викиду глюкагону відсутня у хворих на цукровий діабет I типу. Дефіцит глюкагону може відображати загальне зниження маси тканини підшлункової залози, спричинене запаленням, пухлиною або панкреатектомією. При дефіциті глюкагону виявляють відсутність підйому його рівня в тесті стимуляції аргініном.
Молекула глюкагону складається з 29 амінокислот і має молекулярну вагу 3485 дальтон. Глюкагон був відкритий в 1923 році Кимбеллом і Мерліном.
Первинна структура молекули глюкагону: NH2-His-Ser-Gln-Gly-Thr-Phe- Thr-Ser-Asp-Tyr-Ser-Lys-Tyr-Leu-Asp-Ser- Arg-Arg-Ala-Gln-Asp-Phe-Val-Gln-Trp-Leu- Met-Asn-Thr-COOH.

## Фізіологічна роль
Механізм дії глюкагону обумовлений його зв'язуванням із специфічними глюкагоновими рецепторами клітин печінки. Це призводить до підвищення опосередкованої G-білком активності аденілатциклази і збільшенню створення цАМФ. Результатом є посилення катаболізму депонованого в печінці глікогену (глікогенолізу). Глюкагон також активує глюконеогенез, ліполіз і кетогенез в печінці.
Глюкагон практично не впливає на глікоген скелетних м'язів, мабуть, через практично повну відсутність у них глюкагонових рецепторів. Глюкагон зумовлює збільшення секреції інсуліну із здорових β-клітин підшлункової залози і гальмування активності інсулінази. Це є, мабуть, одним з фізіологічних механізмів протидії спричиненої глюкагоном гіперглікемії.
Глюкагон надає сильну інотропну і хронотропну дію на міокард внаслідок збільшення утворення цАМФ (тобто надає дію, подібну до дії агоністів β-адренорецепторів, але без залучення β-адренергічних систем у реалізацію цього ефекту). Результатом є підвищення артеріального тиску, збільшення частоти і сили серцевих скорочень.
У високих концентраціях глюкагон спричинює сильну спазмолітичну дію, розслаблення гладкої мускулатури внутрішніх органів, особливо кишки, не опосередковане аденілатциклазою.
Глюкагон бере участь у реалізації реакцій типу «бий або біжи», підвищуючи доступність енергетичних субстратів (зокрема, глюкози, вільних жирних кислот, кетокислот) для скелетних м'язів і підсилюючи кровопостачання скелетних м'язів за рахунок посилення роботи серця. Крім того, глюкагон підвищує секрецію катехоламінів мозковою речовиною надниркових залоз і підвищує чутливість тканин до катехоламінів, що також сприяє реалізації реакцій типу «бий або біжи».